# Алексеевка (Абанский район)
Алексеевка — деревня в Абанском районе Красноярского края России. Входит в состав Никольского сельсовета.

## История
Деревня Алексеевская была основана в 1908 году. По данным 1929 года в деревне имелось 53 хозяйства и проживало 272 человека (в основном — русские). Административно деревня входила в состав Никольского сельсовета Абанского района Канского округа Сибирского края.

## География
Деревня находится в юго-западной части района, западнее реки Абан, примерно в 4 км (по прямой) к северо-северо-западу (NNW) от посёлка Абан, административного центра района. Абсолютная высота — 234 метра над уровнем моря.

## Население
| 1926 | 1989 | 2002 | 2010 |
| ---- | ---- | ---- | ---- |
| 272  | ↘193 | ↘179 | ↘166 |

Гендерный состав
По данным Всероссийской переписи населения 2010 года 80 мужчин и 86 женщин из 166 чел.
Национальный состав
Согласно результатам переписи 2002 года, в национальной структуре населения русские составляли 95 %.

## Инфраструктура
В деревне функционируют фельдшерско-акушерский пункт и библиотека.

## Улицы
Уличная сеть деревни состоит из 3 улиц.